# Mahmud Ševket Paša
Mahmud Ševket Paša (1856 – 11. června 1913) byl osmanský generál a státník arabského a gruzínského původu. Některé zdroje též zmiňují čečenské nebo čerkeské předky.

## Život
Narodil se v Bagdádu, kde získal základní vzdělání předtím, než vstoupil do Vojenské Akademie (turecky: Mekteb-i Harbiye) v Istanbulu. V roce 1882 vstoupil do armády jako nadporučík. Nějaký čas strávil ve Francii, kde studoval vojenskou techniku a poté byl nasazen u vojenské jednotky na Krétě. Po těchto zkušenostech se vrátil do Vojenské akademie jako vyučující.
Sloužil nějakou dobu pod Colmarem von der Goltz (Goltz Paša) a v této pozici navštívil též Německo. Byl jmenován guvernérem Kosova, kde velel Třetí armádě, jež byla později známá jako Hareket Ordusu po Incidentu z 31. března.
Měl důležitou roli při ukončení incidentu z 31. března a vládě Abdul Hamida II. Sloužil jako velkovezír pod vládou Mehmeda V, mezi 23. lednem 1913 a 11. červnem 1913, kdy byl zavražděn v Istanbulu. Kromě jiného mu náleží zásluha na tvorbě Osmanského vojenského letectva v roce 1911 a uvedení prvního automobilu do Istanbulu.

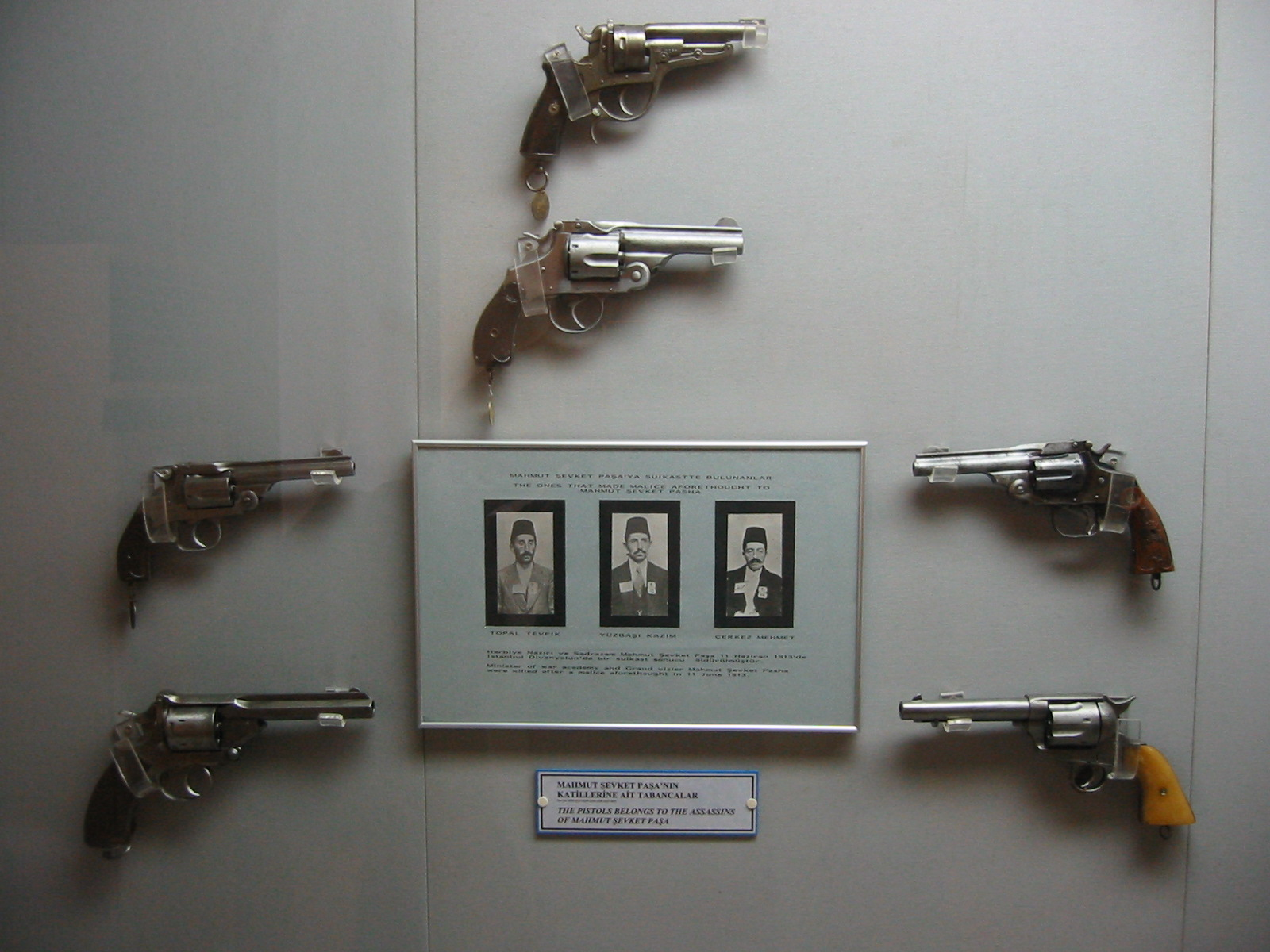
Pistole jimiž byl zavražděn Mahmud Ševket Paša